# Lac Delcommune
Le lac Delcommune (d'après Alexandre Delcommune) ou Nzilo est un lac artificiel de la république démocratique du Congo. 

## Géographie
Il est retenu par le barrage Delcommune sur le cours de la Lualaba, près de Kolwezi dans la province du Katanga.
Le lac alimente la centrale hydraulique de Nzilo.
Les principales espèces de poissons du lac sont : Labeo, Barbus, Clarias, Tilapia.